# Marie-Élisabeth Laville-Leroux
Marie-Élisabeth Laville-Leroux (1770 - 1826) pintora francesa, alumna de David en 1787. 
Su madre Marguerite-Marie Lombard era originaria de Toulouse y su padre, René Laville-Leroux , de Bretaña. Era hermana de Marie-Guillemine 
Con su hermana, participó en varias exposiciones como la de la place Dauphine en 1786 con Dame en satin blanc, garnie de marte, en 1788, Artémise serre sur son cœur l'urne contenant les cendres de Mausole, en 1789, Une Vestale infidèle. En 1791, expuso en el Salon de l'Académie, Artémise. 
En 1794, se casó con el barón Dominique Larrey.